# Jequitibá
Jequitibá är en kommun i Brasilien.   Den ligger i delstaten Minas Gerais, i den sydöstra delen av landet, 600 km sydost om huvudstaden Brasília. Antalet invånare är 5 153.
Omgivningarna runt Jequitibá är huvudsakligen savann. Runt Jequitibá är det glesbefolkat, med 13 invånare per kvadratkilometer.